# コトバトル 天外の守人
『コトバトル 天外の守人』（コトバトル てんがいのもりびと）は、2001年3月9日にアルファドリームから発売されたゲームボーイカラー用ゲームソフト。トレーディングカードゲームを題材としたRPGで、アルファドリームの1作目に当たる。2012年5月30日にはニンテンドー3DS向けバーチャルコンソール用ゲームソフトとしてダウンロード配信が開始されたが、2019年10月にアルファドリームが倒産したため権利問題の都合上2019年10月31日に配信終了した。

## ストーリー
遠い昔、「コトダマ」と言う不思議な力が満ちている「テンガイのくに」で、目を覚ました「気」のコトダマが国を壊してしまうほどの力で暴れていた。しかし、「天」のコトダマと4つのコトダマたちが力をあわせ、「気」のコトダマを封印する。その後、4つのコトダマたちは国中に飛び去り、「天」のコトダマと人間の巫女が国を守り続けていた。
主人公は、テンガイのくに・コトノハのむらで「コトダマ使い」の修行に励む、一人の少年。国を守る巫女の弟であり、「人」のコトダマの力を持った彼は、今日、巫女を守る「モリビト」になるために試験を受ける。

## システム

### 戦闘
戦闘発生
戦闘相手は主にシナリオ上必ず戦闘になるコトダマ使いやモンスターたち、フィールドでランダムに出てくる野性のモンスターたち（コトダマの力を持つものと持たないものがいる）、直接のシナリオとは無関係に国中にいるコトダマ使いたちの3種類。
場
戦闘画面においては右側は自分、左側は敵の場・フィールドである。
主人公は「コトダマ使い」（コトダマを使う人間）なので画面右端に位置し、自分の前、三方向（上・中央・下）に自分のモンスターを呼び出す事ができる。
属性
コトバトルでの属性は、火（土に強く水に弱い）、土（風に強く火に弱い）、風（水に強く土に弱い）、水（火に強く風に弱い）、無（属性の優劣が無い）の5種類。なお、モンスターの属性は履歴を使ったコンボ魔法・ノーマルによって変えられる。
なお、有利な属性から不利な属性に対しての攻撃は25％のダメージ上乗せがされ、逆の場合25％減算される。これはアイテム装備によるダメージ増減も同じであり、1ランクごとに25％増減する。
行動順位
戦闘では「タイムコスト｣によって行動順位が決まる。「タイムコスト」は各コトダマ・モンスターで決まっており、タイムコストが無くなった順に行動（コトダマの使用・攻撃など）する。ただ戦闘開始時のコストはコトダマ使いは「5」（事前に「マプークのかげ」というアイテムを使えば「0」）だが、野生のモンスターの場合短かったり長かったりすることがある。
メニューで選択可能なのは「コトダマ」「（コトダマの）履歴」「防御」「逃げる」の4種類。要するに、戦闘は完全にコトダマのみを使って行われ、アイテムなどの使用はできない。
ダメージ計算式
野生のモンスターにも内部でレベルが設定されており、それに応じて変わる。基本的には攻撃側のレベル×モンスターのちから・魔法の威力×属性・アイテム補正－防御側のレベル×モンスターのまもりの計算結果がダメージとなる。

#### コトダマの使用
あらかじめ装備した20のコトダマから、戦闘開始時にランダムに4つ出てくるコトダマのうち、ひとつを選んで（コトダマの力をカードに仕立てて）使用する。使用したコトダマは履歴に残り、減った分のコトダマは自動的に補充される。
20個しか装備することはできないので、1回のバトルで20個使うとコトダマが無くなってしまい、HPが残っていても敗北になる。コトダマを使用する際、3つの選択肢が出る。
モンスターカード
コトダマの力を「モンスター」のカードとして場に呼び出す。呼び出されたモンスターたちは敵からの攻撃を食い止め、タイムコストがなくなると敵に攻撃する。呼び出す場にすでにモンスターがいた場合、既存のモンスターは消滅し、新しくよびだされたモンスターがその場に残る。それぞれのHPなど能力はコトダマをつかう人間のレベルと連動しているため、自分のレベルが高いければ高いほど、自分のモンスターも強くなっていく。他の2つに比べて、タイムコストが多めになっていることが多い。
アイテムカード
コトダマの力を「アイテム」のカードとして場にいる自分のモンスターに持たせることができる。が、この場合呼び出されるのがアイテムなので、呼び出すときにモンスターがいなければ（後でモンスターを呼び出しても）持たせることはできない。アイテムを持ったモンスターは次の攻撃のときからアイテムを使うようになる。攻撃力が上がるもの、特殊効果が付くもの、相手のコトダマ使いにも攻撃できるものなど役に立つが、一方で、攻撃範囲が広がる代わりに攻撃力が下がったり、攻撃範囲が味方を含め全体に及ぶものなど使いどころが難しいものでもある。
魔法カード
コトダマの力を「魔法」のカードとして自分やモンスターなどに影響を与えることができる。魔法で使われる場合、それぞれのコトダマに準じた効果になり、威力などは使い手のレベルによる。ただ、魔法の威力はあまり強くなく、敵が強くなってくると、もともと強力なものや特殊な効果を持ったもの以外はあまり魔法での使用は適さない（ダメージが一桁だったりする）。戦闘時の回復は主に、特定のコトダマを魔法として使用することで行われる。

#### コトダマの履歴
上記のいずれかの方法でコトダマを使うと、使われたコトダマは同じ戦闘では使えなくなり履歴に残る。履歴は4つまで残り、新しい履歴が追加されたり、戦闘から逃げたりすると一番古い履歴が消える。この履歴を組み合わせて（2文字から4文字まで）使う（カードにする）ことによって、「コンボ（モンスター・アイテム・魔法）」（熟語や単語）や「ノーマル」（単語や無意味そうな組み合わせ）と言うのが使えるようになる。「コンボ」系のカード（使い方）は単独のコトダマよりも強力なものが多いが、履歴が正しいならびになっていなければ使えないので、強敵との戦闘中に狙って作るのは困難。「ノーマル」は数が多くコンボより出る確率的には多そうだが、意味のなさそうな「組み合わせ」を探さないといけないのでコンプリートするのは容易ではない。使った履歴は消滅する。中には「日日」など、ゲーム中一つしか手に入らないコトダマを2つ繋げるコンボもある。

#### 防御
身を守る。たいていの場合、何もすることが無く様子を見ているようなときに使われる。

#### 逃げる
敵から逃げる。コトダマ使い相手の戦闘では選択できない。逃げるときに（慌てて逃げていくので）コトダマの履歴をひとつ失ってしまう。

## 世界観
テンガイのくに
不思議な力、コトダマであふれる国。その昔「気」のコトダマ・イサナによって壊されかけた。「天」のコトダマを受け継ぐ「テンガイの巫女」が王となって治めている。
コトダマ
一般的には言葉に宿るとされる不思議な力の事。
ゲーム内ではコトダマ使いたちがコトダマの力を引き出しカードにして使用する。野生のモンスターには2種類あって、コトダマの力を持つものと持たないものに分かれている。それぞれ名前や色、HPの値などが違うので見分けるのは容易。
大雑把に言えば、大抵力を持っているものは持っていないものより色が鮮やかである。種類は、火、水、土、風、木、砂、雪、電、炎、流、山、飛、林、石、氷、雷、兵、悪、竜、爆、海、嵐、森、岩、光、軍、魔、龍、空、雲、毒、死、草、花、薬、獣、魚、虫、鳥、星、不、無、士、乱、力、車、発、王、器、法、戦、化、気、月、日、人、地、天、神、明、の60種類。
イサナ
昔話に登場する「気」のコトダマ。世界を破壊するほどの力で暴れていたが、「天」「地」「日」「月」「人」のコトダマによって封印された。
巫女
その昔、暴れる「気」を封印したコトダマたちの1つ、「天」のコトダマを継承した者。｢天」と共に封印と国を守っている。現在は主人公の姉・ヒジリが役目を務めている。
守人（モリビト）
「人」のコトダマの力を有するもの。巫女を守る役目を負い、修行や試験を経て認められる。守人の力は一様ではなく、時には力の及ばない世代もあった模様。
「人」のコトダマ
「気」を封じる封印のコトダマのひとつで、モリビトの分身と言うべきコトダマ。
巫女を守る役目を負ったモリビトに自分の力の半分を分け与えており、不死である他のコトダマと異なり、モリビトと生死を共にする。
「天」のコトダマ
「気」を封じる封印のコトダマの一つで、巫女の分身というべきコトダマ。
数あるコトダマの中でも極めて特殊かつ強力なもので、現在の巫女と同じ姿・名のモンスターが召喚される。巫女とモリビト以外には扱うことができず、無理に使おうとすると力に呑みこまれ消滅してしまう。
封印石
「気」の封印に力を送って維持するためにコトダマたちが身につけている石。破壊されると力が届かないため封印が解け始める。「人」の首輪、「日」「月」の耳飾、「地」の腕輪、「天」の髪飾りがそれに当たる。

## 登場キャラクター

### メインキャラクター
主人公
本作の主人公。国を守る「守人」になるために修行していた少年。ゲーム開始後まもなく師であるタチバナに勝って、守人として認められて姉・ヒジリのいる城へ行く途中でジンに襲撃される。
生まれつきコトダマを扱う力が秀でており、「人」のコトダマ・カナエといつも一緒にいたが、守人になるまで修行や戦闘には参加していなかったらしい。
レン
主人公の幼馴染。のんびりやの術師。カゼナギ町と言う町に住むサカキから「おまじない」を習っている。ころころ団子（HPアップアイテム）を作るのがうまい。主人公と共にいる時は帰るついでか道案内、あるいは付き添いだが、メインシナリオをクリアすると対戦できるようになる。
ゲーム中最強のコトダマ使いであり、「日」と「月」の力から生まれた「明」のコトダマを持つ。
ヒジリ
主人公の姉。テンガイのくにの巫女であり、「天」のコトダマの継承者。優しく芯の強い性格で責任感が強いが、弟に対しては若干甘い。国内でも人気者らしく、写真集まで出版されている。
ジン
事件の元凶であるコトダマ使い。最強の力を求めて「気」のコトダマを手に入れようと企み、カナエを襲撃して封印石を破壊。
後に主人公に封印のコトダマを集めさせ、まとめて奪い取ろうとしたが失敗。最終的にはテンガイの城を襲撃、ヒジリを攻撃して封印を完全に破壊、「天」のコトダマを奪って主人公と対決するも完全に敗北。「天」の力に呑みこまれ消滅した。
タチバナ
主人公の師。一番初めに戦うコトダマ使い。コトノハのむらで「タチバナ道場」を構えている。なお、道場2階には「人気爆発」と書かれた掛け軸のようなものがある。純粋なコンボのヒントなのかモットーなのかは不明。

### サブキャラクター
カナエ
「気」のコトダマを封じる封印のコトダマの一つ、「人」のコトダマ。白い体に金の飾り毛のある大きな犬のような姿をしている。首輪が封印石になっており、破壊された時には「気」の封印が弱まりバランスが崩れ、カナエもショックによって一時的に意識を失った。初期の段階でジンに連れ去られ、終盤で復帰する。
たいようのショウ
「気」を封じた封印のコトダマの一つ、「日」のコトダマ。「日時計の庭」に座している。
明るく調子のいい性格で、頑固で気難しいチライをわざわざ「チィちゃん」と呼んで怒らせたりする。
だいちのチライ
「気」を封じる封印のコトダマの一つ、「地」のコトダマ。屈強な男性の姿をしている。ショウによると「えらそうなオッサン」らしい。本が好きであらがねの丘（図書館）に住み着いており、仲間にする際にも戦う条件として希少な本を持ってこないといけない。
ショウ、スイと異なり、番人である「モンジン」はいない。
つきのスイ
「気」を封じる封印のコトダマの一つ、「月」のコトダマ。マントを纏った少女の姿をしている。
物静かで大人しい性格だが、他の封印のコトダマ同様使命に対しては誠実。なお「明」のコトダマ・メイトは彼女とショウの力が合わさって生まれた特別なコトダマである。
てんくうのヒジリ
「気」を封じる封印のコトダマの一つ、「天」のコトダマ。当代の巫女・ヒジリと酷似した姿をしているが、カードイラストの装束では青い鎧と兜を纏っている。
巫女とモリビトだけが使用できる特別なコトダマであり、ジンに奪われた後に主人公が奪回した。
キャラクターとしてはイサナ戦の直前に少しだけ登場。
モンジン・ライ
「雷神」のコトダマ。ショウの守護者であり、雷と高熱を操る。
モンジン・フウ
「風神」のコトダマ。スイの守護者であり、風と毒を操る。なお、元々は一つの存在だったらしく、アラガネの丘の本には「風神雷神」のコトダマとしてその存在が示唆されている。
あやかしのネイ
ジンのしもべたる三神の一つで「死神」のコトダマ。無邪気で残酷な性格。
恐るべき攻撃力と即死攻撃・全体麻痺で徹底的にコトダマを無力化して来る強敵。後に「時の寝床」入口でイサナの力を受けて「くちはてたネイ」として復活する。属性は風。
ほえたけるジョク
ジンのしもべたる三神の一つで「魔神」のコトダマ。豪快で粗暴な性格で鉄球が武器。
敵全体攻撃を連発して来る上に全体即死攻撃まで有する難敵。後に「時の寝床」中間部で鉄球の代わりに単体攻撃を得た「ちからなきジョク」として再戦を挑んでくる。
ぐれんのトウ
ジンのしもべたる三神の一つで「軍神」のコトダマ。ストイックな武人肌。
これ以前の2体と異なりダメージ特化型で、貫通攻撃を連発して主人公自身を徹底的に狙って来る。後に「時の寝床」深部で「おちむしゃトウ」としてリベンジに来るが、ステータスが上がった以外変化はない。
こんとんのイサナ
テンガイの城地下に存在する異空間「時の寝床」に封じられた「気」のコトダマ。純粋な力の塊であるため破壊することしかできず、5つのコトダマによって長らく暗闇に封印されていた。
しかし、力を求めるジンの暗躍によって封印が解かれ、テンガイの城がある中央島を自らの力が呼んだ闇で覆い国を危機に陥れたが、5つのコトダマを揃えた主人公との激闘に敗れ、彼のコトダマとして共に歩むことになった。コトダマ達もイサナが封印されたままになっていることを嘆いていたらしく、主人公と共に歩み出したことを喜んでいる。
さまよえるイサナ
イサナ本来の姿で、本編のラスボス。魂たる「さまよえるイサナ」を本体に、両手と頭である「まがまがしきツノ」「いびつなツメ」「うごめくツメ」をモンスターとした変則型のコトダマ使い戦となる。
イサナ自身は専用のコトダマを使用しており、バリアを張る、パーツを蘇生させる、アイテムを装備させる、全体即死や履歴破壊・コトダマシャッフルなど主人公の妨害に特化しているため非常に戦いにくい。貫通や敵全体攻撃が使えないと厳しい。
スオウとシキミ
テンガイの伝説に登場するコトダマ使いたち。神に仕える「法王」スオウと、闇の力を持つ「魔王」シキミの2人を指す。
互いのコトダマを使い果たすほどの死闘の末、シキミの奇襲をスオウが返り討つ形で決着がついたという。
現代ではスオウは「法王」、シキミは「魔王」のコトダマに変化しており、それぞれの武具はスオウの剣・鎧・鏡が「神器」「器」「明」のコトダマに、シキミの籠手・瞳・衣が「力」「無」「化」のコトダマに変化している。